# Hermann von Eichhorn
Hermann von Eichhorn (13 februari 1848 – Kiev, 30 juli 1918) was een Pruisisch generaal en veldmaarschalk van het Duitse Keizerrijk.
Hij werd vermoord in Kiev door B.M. Donskoy van de Linkse Socialistische-Revolutionairs.

## Militaire loopbaan
- Fahnenjunker:[1]
- Leutenant: 6 september 1866[1]
- Oberlieutenant: 16 januari 1873[1]
- Hauptmann: 8 juni 1878[1]
- Major: 20 februari 1886[1]
- Oberstleutenant: 16 mei 1891[1]
- Oberst: 14 mei 1894[1]
- Generalmajor: 20 juli 1897[1]
- Generalleutnant: 18 mei 1901[1]
- General der Infanterie: 24 december 1905[1]
- Generaloberst: 1 januari 1913[1]
- Generalfeldmarschall: 18 december 1917[1]

## Onderscheidingen
- Pour le Mérite op 18 augustus 1915[1][2]
  - Eikenloof op 28 september 1915[1][2]
- Ridder in de Orde van de Zwarte Adelaar in 1913
- IJzeren Kruis 1870, 2e klasse[1]
- Orde van Sint-Stanislaus, 3e klasse op 31 augustus 1871
- Grootkruis in de Kroonorde op 17 januari 1904
- Grootkruis in de Orde van Philipp de Grootmoedige met Kroon op 8 september 1905
- Grootkruis in de Orde van de Rode Adelaar met Eikenloof op 20 augustus 1907
- Commandeur der Tweede klasse in de Militaire Orde van Sint-Hendrik op 25 oktober 1916
- Eredoctoraat van de Humboldtuniversiteit te Berlijn

Frederik Karel van Pruisen · Frederik III van Pruisen · Eberhard Herwarth von Bittenfeld · Karl Friedrich von Steinmetz · Helmuth von Moltke · Albert van Saksen · Albrecht von Roon · Edwin von Manteuffel · Leonhard von Blumenthal · George van Saksen · Albert van Pruisen · Albrecht van Oostenrijk · Frans Jozef I van Oostenrijk · Alfred von Waldersee · Gottlieb von Haeseler · Wilhelm von Hahnke · Walter von Loë · Arthur van Connaught en Strathearn · Carol I van Roemenië · Max von Bock und Pollach · Alfred von Schlieffen · Colmar von der Goltz · George V van het Verenigd Koninkrijk · Frederik August III van Saksen · Constantijn I van Griekenland · Paul von Hindenburg · Karl von Bülow · Frederik van Oostenrijk · August von Mackensen · Lodewijk III van Beieren · Willem II van Württemberg · Rupprecht van Beieren · Leopold van Beieren · Albrecht van Württemberg · Ferdinand I van Bulgarije · Mehmed V van het Ottomaanse Rijk · Franz Conrad von Hötzendorf · Karel I van Oostenrijk · Hermann von Eichhorn · Remus von Woyrsch · August van Württemberg